# Jindřichův Hradec
Jindřichův Hradec (în germană Neuhaus) este un oraș ce ocupă 7427 ha cu o populație de 22.607 loc. (în 2007) situat în districtul Okres Jindřichův Hradec, Regiunea Boemia de Sud, Republica Cehă.

## Orașe înfrățite–orașe gemene
Este înfrățit cu:

Steffisburg[*]  